# Eduardo Sepúlveda
Eduardo Sepúlveda (ur. 13 czerwca 1991 w Rawson) – argentyński kolarz szosowy i torowy. Olimpijczyk (2016 i 2020).

## Osiągnięcia

### Kolarstwo szosowe
Opracowano na podstawie:

2008
- 1. miejsce w mistrzostwach Argentyny juniorów (jazda indywidualna na czas)

2011
- 1. miejsce w mistrzostwach Argentyny U23 (jazda indywidualna na czas)

2012
- 1. miejsce w mistrzostwach panamerykańskich U23 (jazda indywidualna na czas)
- 2. miejsce w mistrzostwach panamerykańskich (jazda indywidualna na czas)
- 2. miejsce w ZLM Tour

2014
- 1. miejsce w klasyfikacji młodzieżowej Tour Méditerranéen

2015
- 1. miejsce w Classic de l’Ardèche
- 2. miejsce w Presidential Cycling Tour of Turkey
- 1. miejsce w Tour du Doubs

2016
- 2. miejsce w Tour de San Luis
  - 1. miejsce w klasyfikacji górskiej
  - 1. miejsce na 4. etapie

2019
- 2. miejsce w Österreich-Rundfahrt

2021
- 3. miejsce w Presidential Cycling Tour of Turkey

2022
- 3. miejsce w Presidential Cycling Tour of Turkey
  - 1. miejsce na 4. etapie

### Kolarstwo torowe
Opracowano na podstawie:

2011
- 3. miejsce w mistrzostwach panamerykańskich (jazda drużynowa na dochodzenie)
- 3. miejsce w igrzyskach panamerykańskich (jazda drużynowa na dochodzenie)

2013
- 1. miejsce w mistrzostwach panamerykańskich (jazda indywidualna na dochodzenie)
- 1. miejsce w mistrzostwach panamerykańskich (jazda drużynowa na dochodzenie)
- 2. miejsce w mistrzostwach panamerykańskich (madison)

## Rankingi

### Kolarstwo szosowe
| Rok              | 2011 | 2012 | 2013 | 2014 | 2015 | 2016 | 2017 | 2018  | 2019 | 2020  | 2021 | 2022 | 2023 | 2024 |
| ---------------- | ---- | ---- | ---- | ---- | ---- | ---- | ---- | ----- | ---- | ----- | ---- | ---- | ---- | ---- |
| UCI World Tour   |      |      |      |      |      | -    | -    | 254.  |      |       |      |      |      |      |
| World Ranking    |      |      |      |      |      | 327. | 588. | 1146. | 534. | 1054. | 232. | 265. | 340. | -    |
| UCI Europe Tour  | -    | 341. | 485. | 189. | 23.  | 571. | 453. | 1553. |      |       |      |      |      |      |
| UCI Asia Tour    | -    | -    | -    | -    | -    | 221. | -    | -     |      |       |      |      |      |      |
| UCI America Tour | 211. | 108. | -    | 175. | 89.  | 41.  | 235. | 427.  | 55.  | 86.   | 18.  | 19.  | 32.  | 55.  |
|                  |      |      |      |      |      |      |      |       |      |       |      |      |      |      |
| Źródło: UCI      |      |      |      |      |      |      |      |       |      |       |      |      |      |      |